# Liocarpilodes harmsi
Liocarpilodes harmsi is een krabbensoort uit de familie van de Xanthidae. De wetenschappelijke naam van de soort is voor het eerst geldig gepubliceerd in 1934 door Balss.